# Toyota Hilux
La Toyota Hilux es una camioneta tipo pickup mediana, producida por el fabricante japonés Toyota en diversas partes del mundo.
La Hilux es un pick up compacto producido y comercializado por Toyota. En Estados Unidos y Canadá, el nombre Hilux se retiró brevemente en 1976 en favor de nombres genéricos como Truck, Pickup Truck o Compact Truck, hasta que se remplazó por la Tacoma en 1995. La introducción de este nombre coincidió con el rediseño del vehículo, con una orientación más refinada.  Un paquete de opciones populares, SR5 (Sport Rally 5-Speed), también se convirtió en sinónimo de la camioneta, a pesar de que el paquete opcional se utilizó asimismo en otros modelos de Toyota. En 1984, el Toyota Trekker, la versión de la camioneta Hilux equipada con un asiento trasero y techo de fibra de vidrio, evolucionó a la 4Runner en Australia y América del Norte, y como la Hilux Surf en Japón. La 4Runner es ahora un vehículo deportivo utilitario, y los modelos más recientes no se parecen a la Tacoma, ya que están más diseñados para la carretera.
El Toyota Hilux, generación 1978 también es conocido como Toyota 22R, que fue la tercera versión de los modelos Hilux de Toyota. Fue uno de los vehículos que ganó gran popularidad gracias a su durabilidad, fiabilidad y resistencia, ya que era capaz de soportar cantidades pesadas de carga; uno de los datos más curiosos es que el vehículo originalmente fue llamado R22 por popularidad ganó el nombre R22. Contaba con un motor 12R-J de 1.6 litros, suspensión delantera de doble horquilla y una cabina extendida de 90 mm.
Con estos clásicos, Toyota marcó a muchas generaciones y al mundo automotor, y lo sigue haciendo innovando cada vez más con estos modelos y con nuevas grandiosas versiones

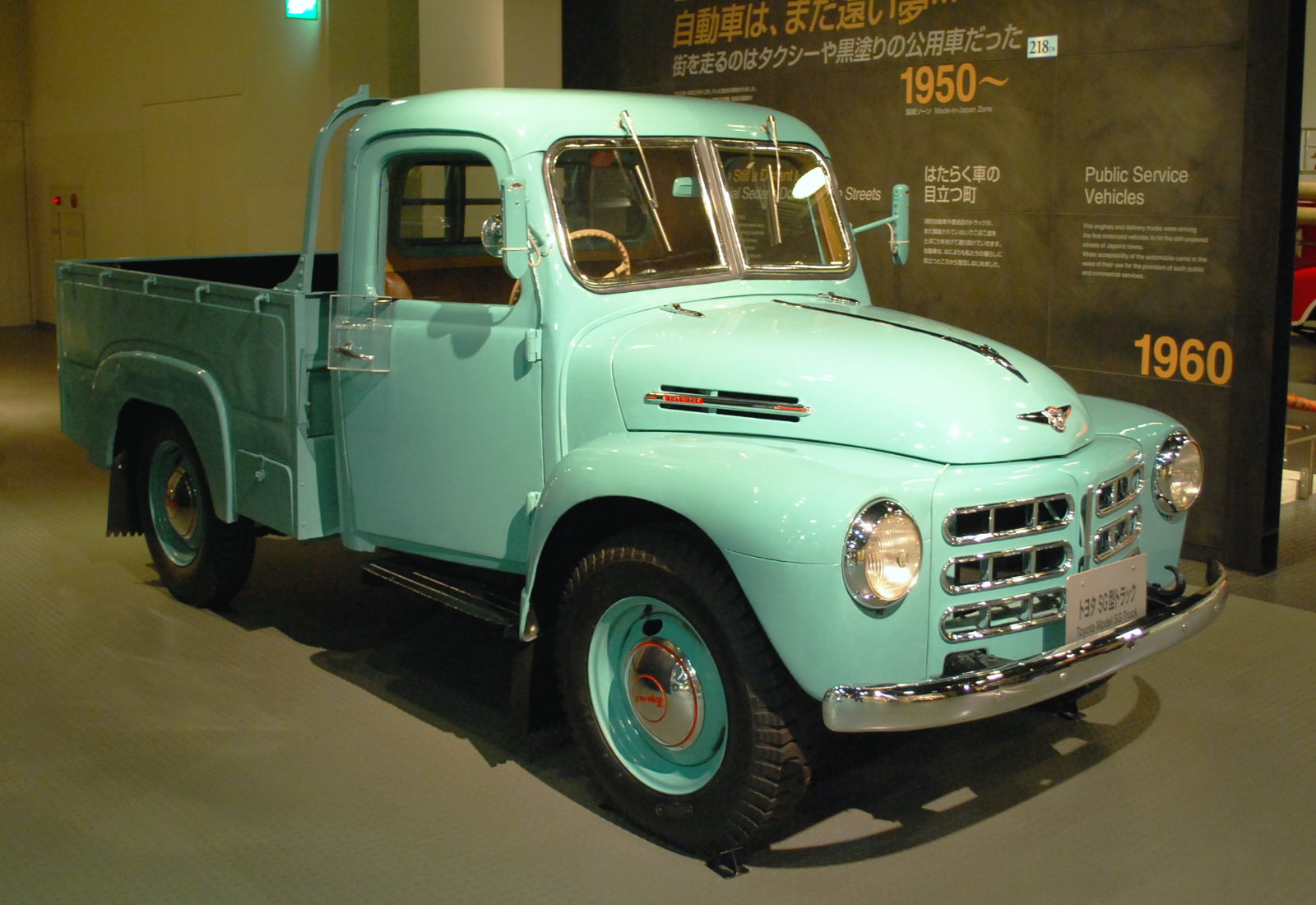
Modelo SG de 1953

### 1935
La camioneta Toyota original fue la Tipo G1 de 1935. Compartía muchos componentes con la Tipo A1 sedán y era una camioneta con capacidad de 1,5 toneladas en el platón.

### 1947
Después de la Segunda Guerra Mundial, Toyota volvió con una camioneta compacta: la Toyopet modelo SB. Este fue el reemplazo de la Stout y se mantuvo en producción desde 1947 hasta 1957.

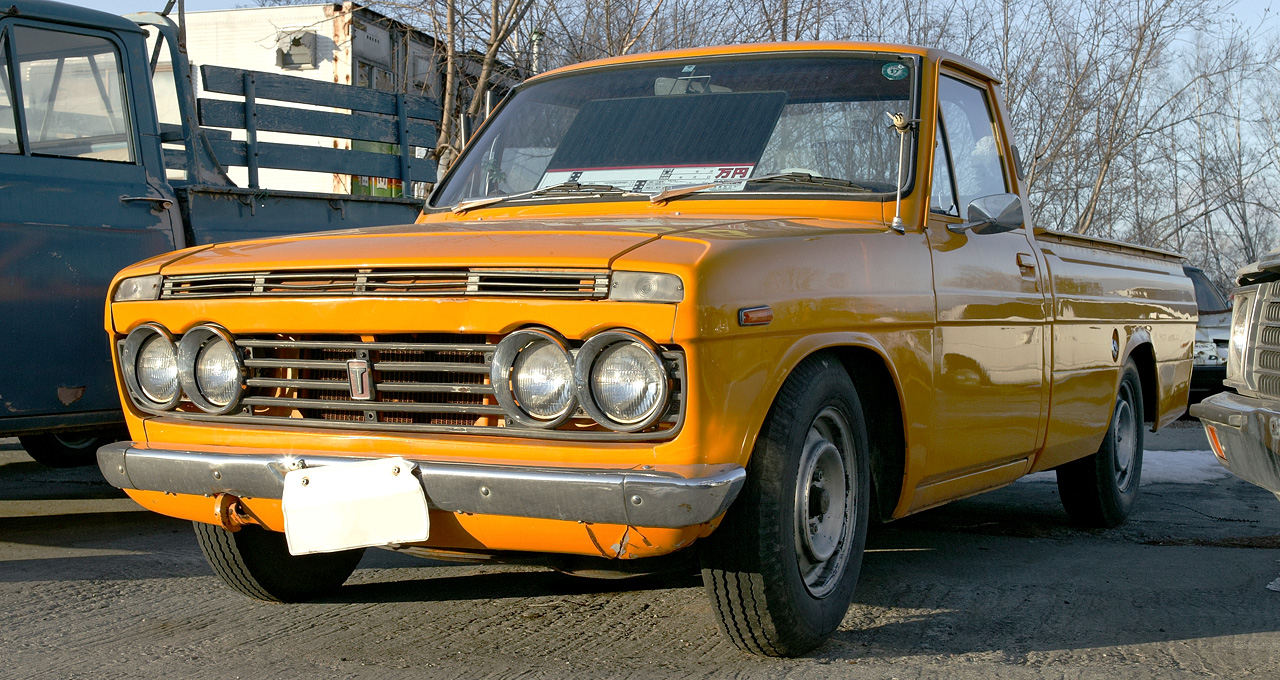
Primera generación del Toyota Hilux

La Hilux comenzó la producción en marzo de 1968 como la RN10, con corta distancia entre ejes y un motor I4 de 1.5 L, que pasó a ser de 1.6 L en febrero de 1971.
Los mercados mundiales:
- 1968-1971 - I4 1.5 L (1490 cc) 2R

En abril de 1969, una versión de larga distancia entre ejes se añadió a la gama. La versión de corta distancia entre ejes también continuó en producción durante muchos años más. La versión de larga distancia entre ejes no se vendía en el mercado de América del Norte hasta 1972.
A pesar de la denominación "Hilux", era un vehículo muy lujoso solo cuando se compara con la Stout. La Hilux fue diseñada y montada por Hino Motors para aumentar la Briska Hino, Briska y Stout o la sustitución en algunos mercados. Para el mercado norteamericano, solo había una cama cabina corta regular y todos eran de tracción trasera. Se utilizó una configuración típica de un camión de brazos y muelles helicoidales delante y un eje vivo con resortes en la espalda. Una transmisión manual de 4 velocidades fue estándar.
Los mercados mundiales:
- 1968-1971 - I4 1.5 L (1490 cc) 2R
- 1971-1972 - I4 1.6 L (1587 cc) 12R

Los mercados de América del Norte (todos 4 en línea):
- 1969 - 1,9 L (1897 cc) 3R, 85 CV (63 kilovatios)
- 1970-1971 - SOHC 1.9 L (1858 cc) 8R, 97 CV (71 kilovatios)
- 1972 - SOHC 2,0 L (1968 cc) 18R, 108 CV (79 kilovatios)

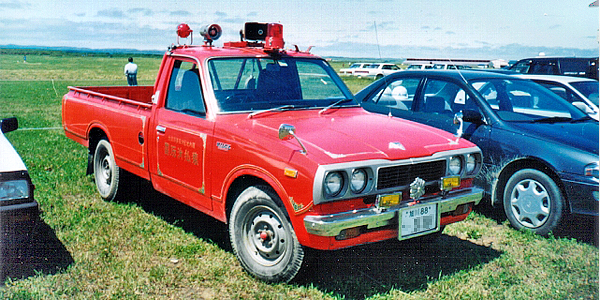
Hilux 1500, segunda generación.

En mayo de 1972, el modelo Hilux 1973 fue lanzado como la RN20. Un interior más cómodo se ha especificado junto con las actualizaciones exteriores. Una carrocería de 7,5 pies (2,3 m) "cama larga", opción ofrecida por primera vez en América del Norte, a pesar de haber estado disponible en todo el mundo desde abril de 1969.
Los mercados mundiales:
- 1972-1978 - I4 1.6 L (1587 cc) 12R
- 1977-1978 - I4 2.0 L (1968 cc) 18R

Los mercados de América del Norte:
- 1973-1974 - I4 SOHC 2.0 L (1968 cc) 18R, 108 CV (79 kilovatios)

La camioneta fue rediseñada radicalmente en 1975. Más grande y más lujosa, también introdujo el motor 20R y SR5 paquete corto de lujo. Una transmisión manual de 5 velocidades es opcional.
Motor:
- 1975-1980 - I4 SOHC 2.2 L (2189 cc) 20R, 96 CV (71 kilovatios)

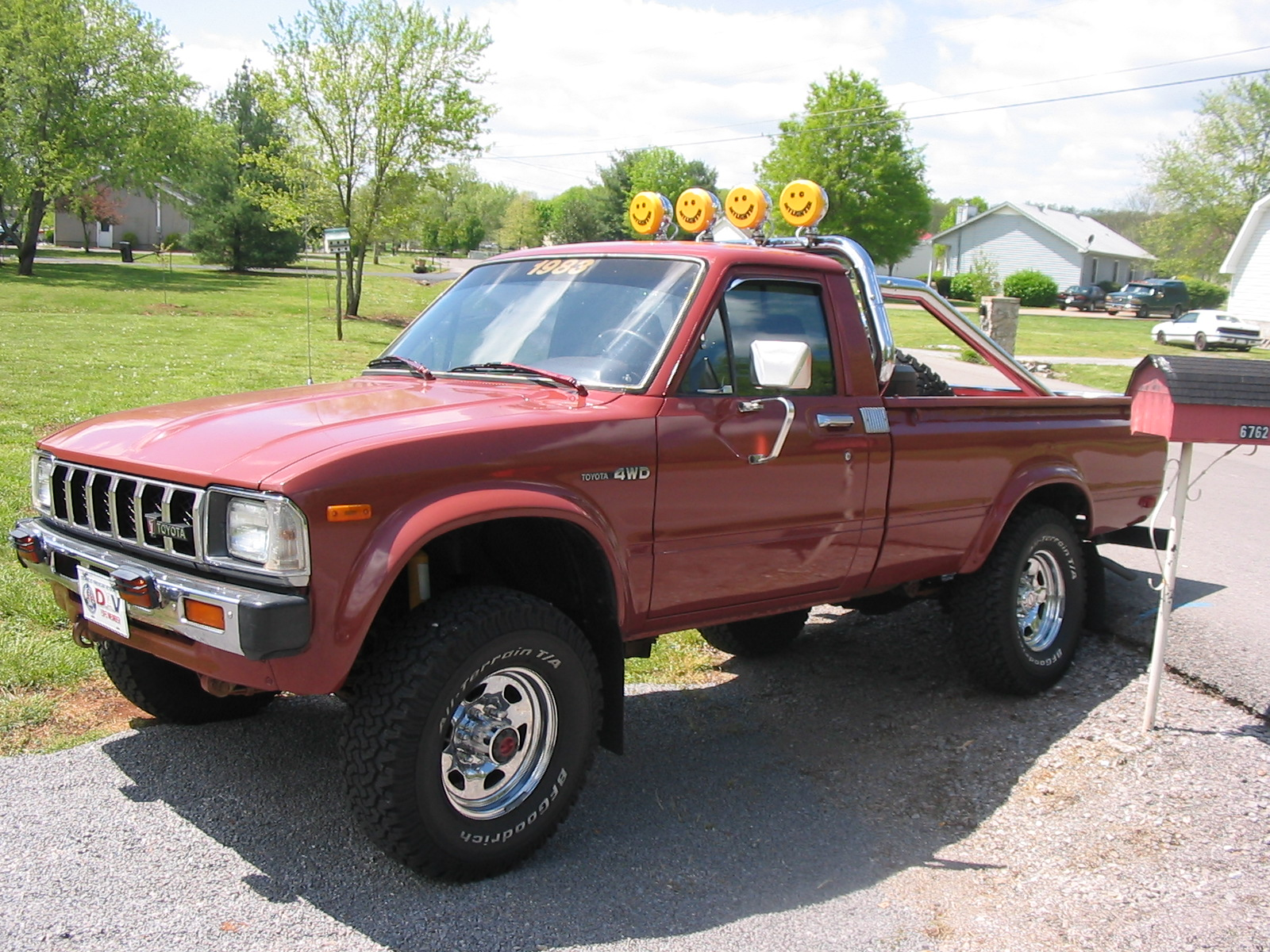
SR5 4X4 de 1983

La tercera generación era de cabina sencilla, que sirvió como base del Trekker y predecesor de la 4Runner.
Configuración:
- 2x4 o 4x4.

Motorizaciones (todos 4 en línea):
- 1978-1980- 2.0 L 18R
- 1981-1983- SOHC 2.4 L (2366 cc) 22R, 96 HP (72 kilovatios) a 4800 rpm y 129 lb·ft (175 N·m) de par máximo a las 2800 rpm.
- 1981-1983- 2.2 L Diésel, 62 HP (46 kilovatios) a 4200 rpm y 93 lb·ft (126 N·m) de par máximo (solo la SR5 de "cama larga").
- 1981-1983- 1.8 L preflow manual de 4 velocidades (Australia).

Configuración:
- 2x4 o 4x4.

Motorizaciones:
- 1.6 (1Y14)
- 1.8 (1NR-FE) (China)
- 2.0 Carburado (3Y)
- 2.2 Diésel (L)
- 2.4 Carburado (22R)
- 2.4 EFI (22R-E) Uno de los vehículos más importantes en el mercado de toyota conocido como 22R a ganancia de popularidad (nombre de origen R22)
- 2.4 Turbo EFI (22R-TE)
- 3.0 V6 EFI (3VZ-E)
- 2.4 Diésel (2L)
- 2.4 Turbodiésel (2LT)

Configuración:
- 2x4 o 4x4

Motorizaciones:
- 1.8 Carburado (2Y)
- 2.0 Carburado (3Y)
- 2.2 Carburado (4Y)
- 2.4 EFI (22R-E)
- 3.0 EFI (3VZ-E)
- 2.4 D (2L)
- 2.8 D (3L)

Notas:

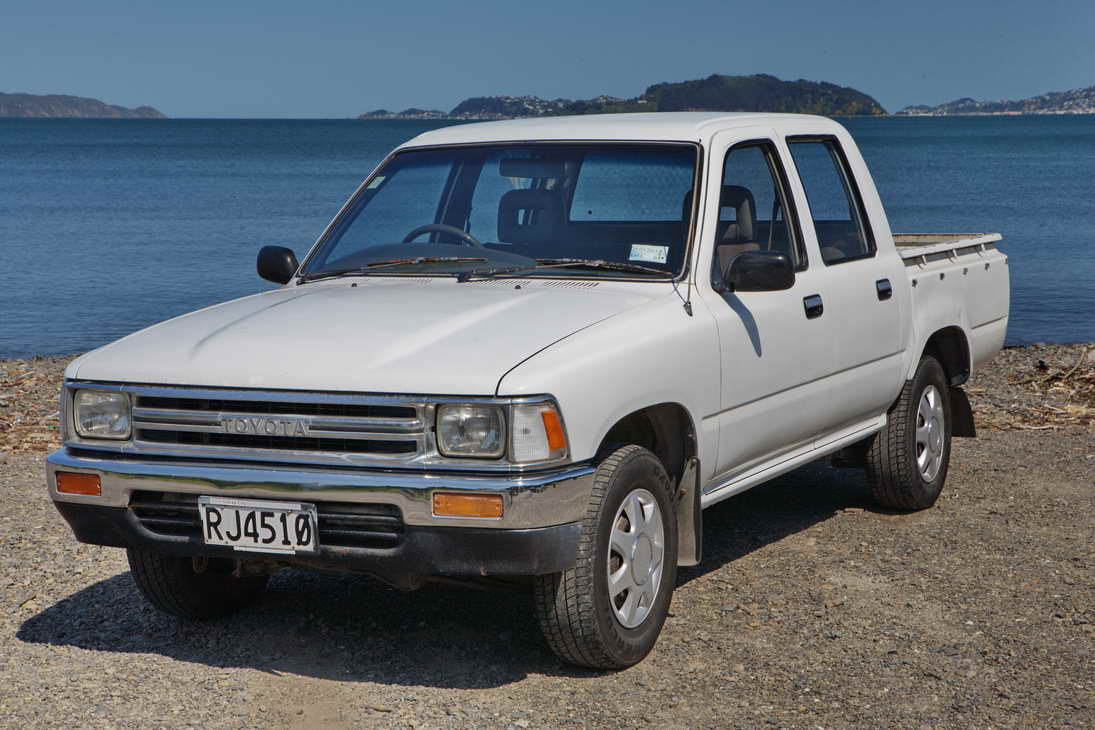
Toyota Hilux quinta generación cabina doble 4x2

- SOFASA Colombia, inició la fabricación del Hilux quinta generación en 1993 en cabina doble (4x4) con caja sin ganchos. Cabina sencilla y doble 4x2 con ganchos exteriores. Todas con motor 2.4 L a gasolina y 5 velocidades manual. Se exportó a Venezuela y Ecuador.
- Toyota Argentina SA, fundada en 1996, comienza la fabricación de la Toyota Hilux en 1997 basada en la quinta generación (1997-2004). Se comercializó en Argentina, Brasil, Uruguay y México - importadas, solo cabina sencilla 4x2.

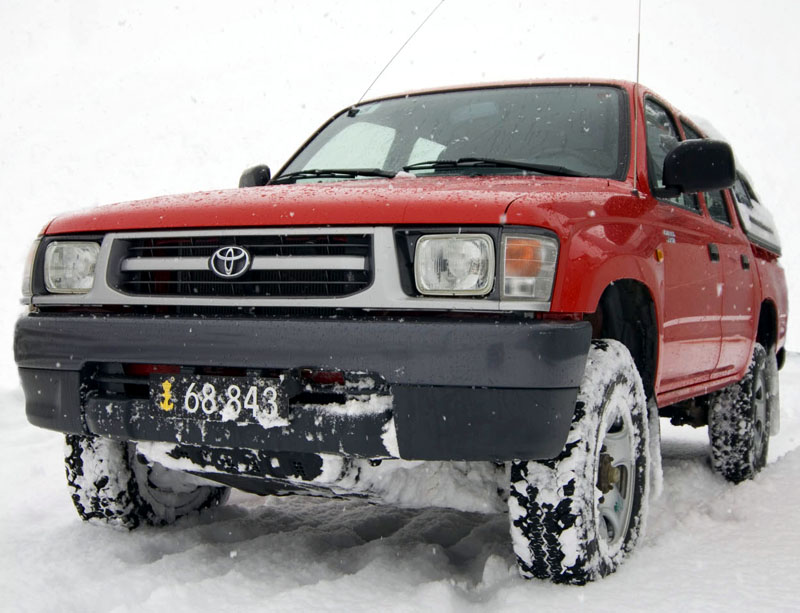
Hilux sexta generación, doble cabina (1997-2001), 4x4.

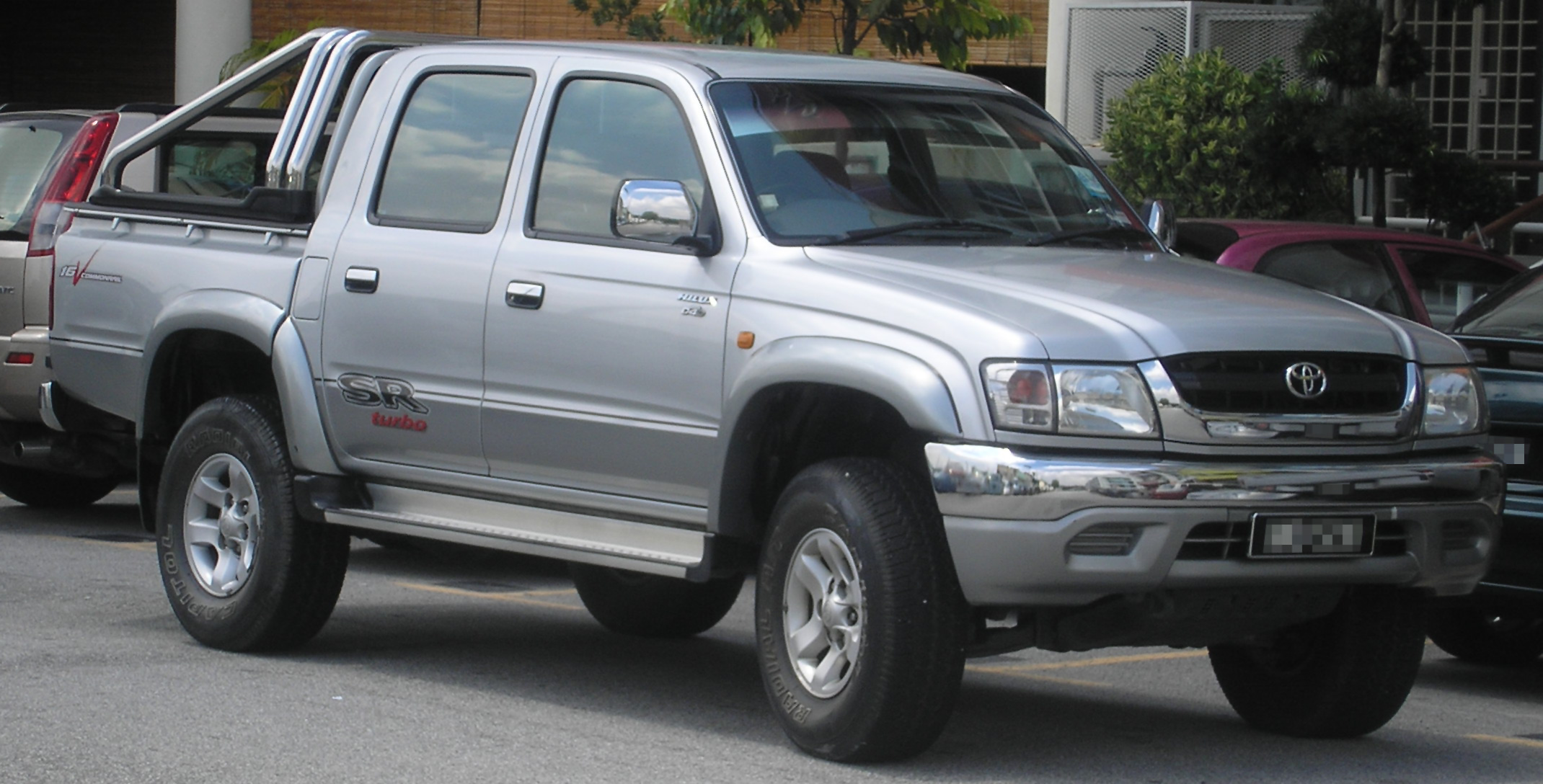
Hilux 2002-2005 de cabina doble 4x4, basada en la Tacoma.

En esta generación de Hilux, ya no hay una compatibilidad con la 4Runner, ya que si bien algunos motores son los mismos, los esquemas de suspensión y dirección son los mismos de la generación anterior, mientras que la 4Runner ya ocupa un muelle helicoidal y cremallera de dirección en el eje delantero.
| Modelo | Tipo                                    | Cilindrada | Potencia                                                                                          | Torque                                                                                            | Notas     |
| ------ | --------------------------------------- | ---------- | ------------------------------------------------------------------------------------------------- | ------------------------------------------------------------------------------------------------- | --------- |
| 1RZ    | 4 en línea, OHC, 8 válvulas, carburado  | 1998 cm³   | 68 kW @ 5000 rpm 78 kW @ 5400 rpm (GCC)                                                           | 162 Nm @ 2200 rpm 170 Nm @ 3400 rpm (GCC)                                                         |           |
| 1RZ-E  | 4 en línea, OHC, 8 válvulas, EFI        | 1998 cm³   | 80 kW @ 5200 rpm                                                                                  | 166 Nm @ 2800 rpm                                                                                 | Australia |
| 2RZ-FE | 4 en línea, DOHC 16 válvulas, EFI       | 2.438 cm³  | 103 kW @ 5000 rpm                                                                                 | 212 Nm @ 4000 rpm                                                                                 |           |
| 3RZ-F  | 4 en línea, DOHC 16 válvulas, carburado | 2.694 cm³  | 93 kW @ 5200 rpm 102 kW @ 5200 rpm (GCC)                                                          | 216 Nm @ 2800 rpm 228 Nm @ 2800 rpm (GCC)                                                         |           |
| 3RZ-FE | 4 en línea, DOHC 16 válvulas, EFI       | 2.694 cm³  | 108 kW @ 4800 rpm (Australia) 107 kW @ 4800 rpm (GCC) 108 kW @ 4800 rpm (GCC, Gasolina con Plomo) | 235 Nm @ 4000 rpm (Australia) 232 Nm @ 4000 rpm (GCC) 230 Nm @ 4000 rpm (GCC, Gasolina con Plomo) |           |
| 5VZ-FE | V6, DOHC 24 válvulas, EFI               | 3.378 cm³  | 124 kW @ 4600 rpm                                                                                 | 291 Nm @ 3600 rpm                                                                                 | Australia |

| Modelo  | Tipo                                            | Cilindrada | Potencia                                      | Torque                                            | Notas     |
| ------- | ----------------------------------------------- | ---------- | --------------------------------------------- | ------------------------------------------------- | --------- |
| 2L      | 4 en línea, OHC 8 valvulas, mecánico            | 2.446 cm³  | 61 kW @ 4200 rpm 58 kW @ 4000 rpm (Europa)    | 162 Nm @ 2400 rpm 163 Nm @ 2200-2800 rpm (Europa) |           |
| 2L-T    | 4 en línea, OHC 8 válvulas, mecánico turbo      | 2.446 cm³  | 66 kW @ 3500 rpm                              | 226 Nm @ 2200-2500 rpm                            | Europa    |
| 3L      | 4 en línea, OHC 8 válvulas, mecánico            | 2.779 cm³  | 65 kW @ 4000 rpm 70 kW @ 4000 rpm (GCC)       | 185 Nm @ 2400 rpm 190 Nm @ 2400 rpm (GCC)         |           |
| 5L      | 4 en línea, OHC 8 válvulas, mecánico            | 2.986 cm³  | 67 kW @ 4000 rpm                              | 196 Nm @ 2400 rpm                                 | Australia |
| 5L-E    | 4 en línea, OHC 8 válvulas, mecánico            | 2.986 cm³  | 71 kW @ 4000 rpm                              | 200 Nm @ 2600 rpm                                 | Australia |
| 2KD-FTV | 4 en línea, DOHC 16 válvulas, Common Rail turbo | 2.494 cm³  | 65 kW @ 3800 rpm (2WD) 75 kW @ 3600 rpm (4WD) | 192 Nm @ 1200-3000 rpm 260 Nm @ 1600-2400 rpm     | Europa    |
| 1KZ-TE  | 4 en línea, OHC 8 válvulas, ECD turbo           | 2.982 cm³  | 85 kW @ 3600 rpm                              | 315 Nm @ 2000 rpm                                 | Australia |

SOFASA Colombia, inicio a fabricar la Hilux sexta generacionen 1998 en Doble Cabina (4x4) con caja sin ganchos en la versión lujo y con ganchos en la versión base. Cabina sencilla y doble 4x2 con ganchos exteriores. Todas con motor 2.4 L a gasolina y 5 velocidades manual. Se exportó a Venezuela y Ecuador. La cabina sencilla chasis se llamó Stout en Ecuador.

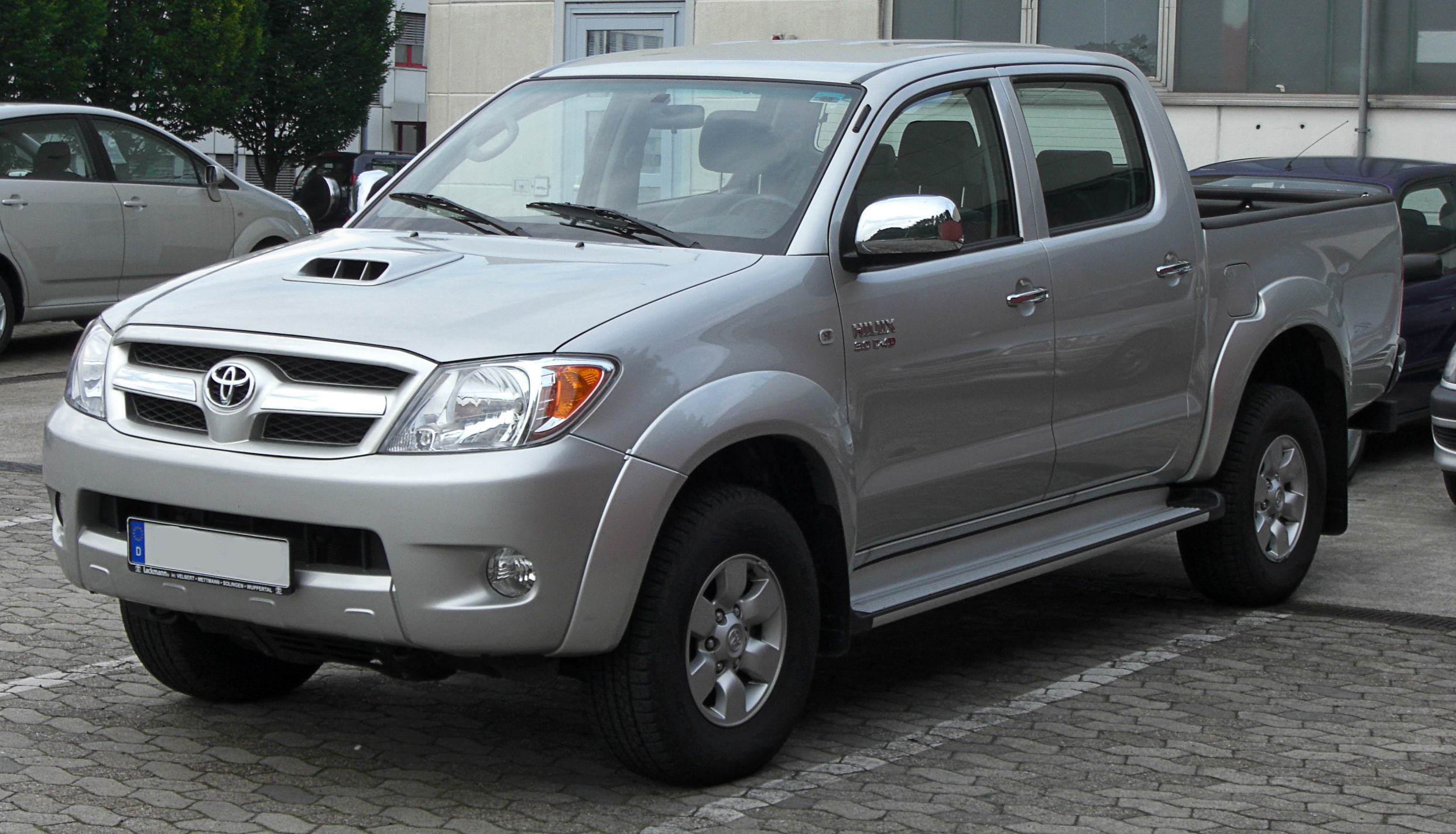
Hilux de séptima generación (2004-2009), cabina doble, 4x4.

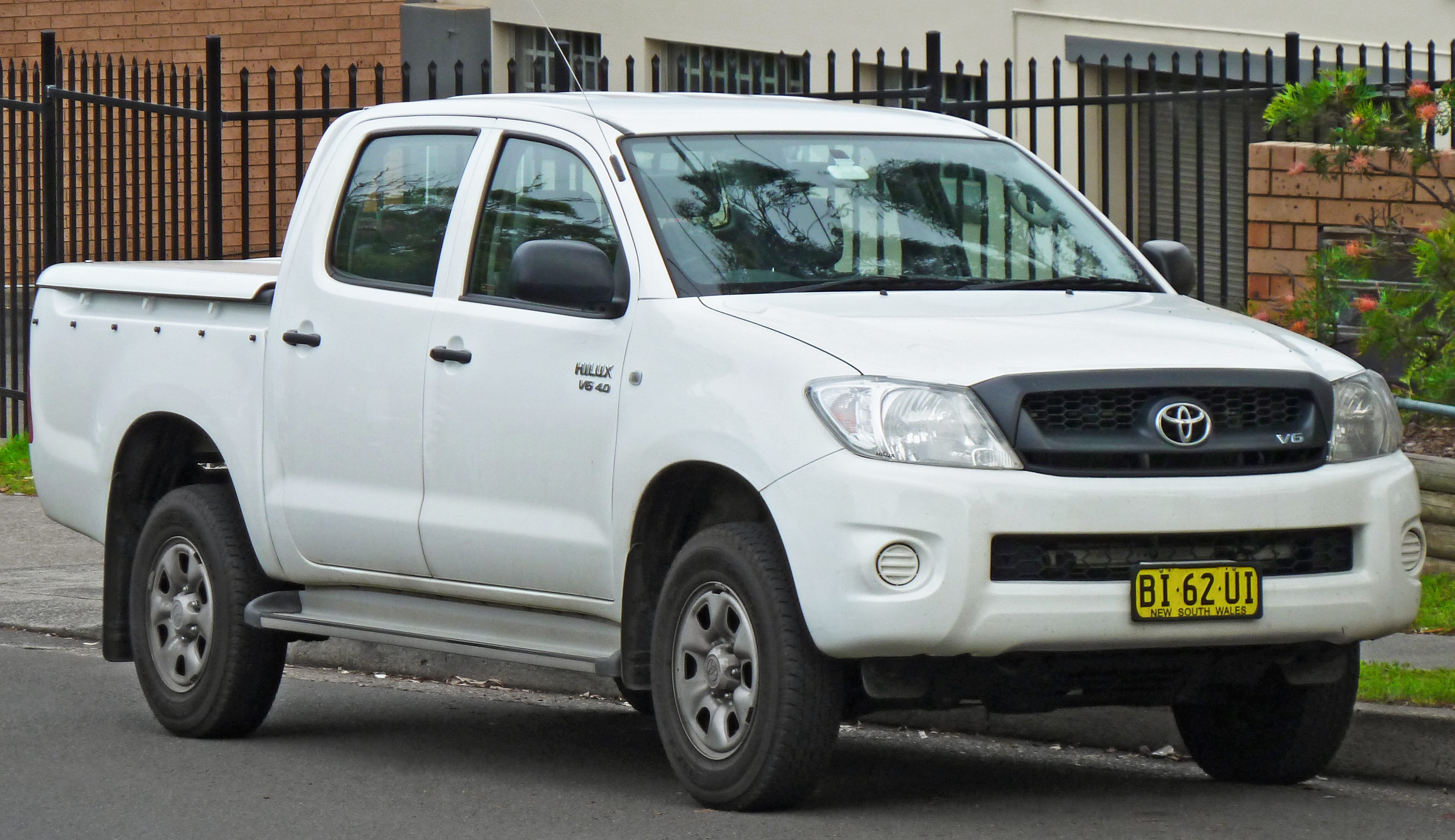
Hilux de séptima generación (2009-2011), cabina doble, 4x4.

Tanto la Tacoma como la Hilux se actualizaron en junio de 2004. En junio de 2004 cesó la Producción en Japón, la descontinuaron, pero en otros países siguió su fabricación. La Tacoma se basó en el nuevo chasis del 4Runner, mientras que los Hilux lo hicieron en una plataforma IMV (del inglés; International Multipurpose Vehicle / Vehículo Multipropósito Innovador Internacional), parte del proyecto IMV de Toyota, basada en una versión actualizada del chasis que se encuentra en versiones anteriores.
En esta generación, se hizo un cambio total a la Hilux con un diseño más innovador, pero consagrando su historia y fiabilidad. Este modelo es conducido por los protagonistas de Primeval. Se fabrica en Argentina y también en la planta de Toyota de Venezuela, ubicada en el en la ciudad de Cumaná Estado Sucre desde el año 2005 hasta la actualidad.
Configuración:
- 4x2

Motorizaciones:
- 2.0 VVT-i EFI (1TR-FE)Toyota Hilux 2007.
- 2.7 VVT-i EFI (2TR-FE)
- 4.0 V6 EFI (1GR-FE)
- 2.5 D-4D (2KD-FTV)
- 3.0 D-4D (1KD-FTV)

Configuración:
- 4x4

Motorizaciones:
- 2.7 VVT-i EFI (2TR-FE)
- 4.0 V6 VVT-i EFI (1GR-FE)
- 2.5 D-4D (2KD-FTV)
- 3.0 D-4D (1KD-FTV)
- 3.0 D (5L-E)

Configuración:
- 4x2 PreRunner (Alta)

Motorizaciones:
- 2.7 VVT-i EFI (2TR-FE)G
- 4.0 V6 VVT-i EFI (1GR-FE)G
- 2.5 D-4D (2KD-FTV) D
- 3.0 D-4D (1KD-FTV) TDI

Mercados:

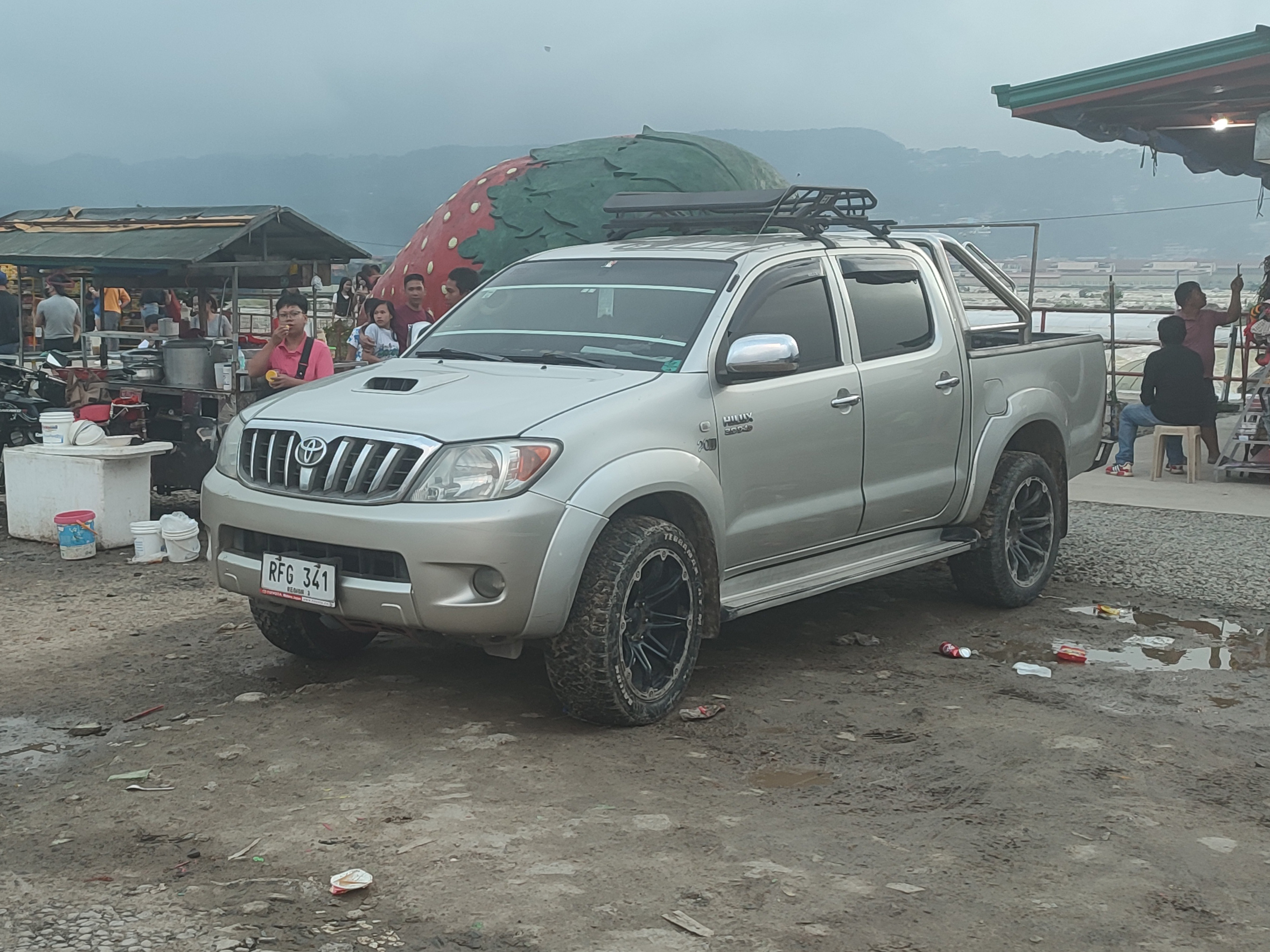
Toyota Hilux 2007.

- Se importan de Argentina las variantes 4x2 y 4x4. Sin embargo, la versión SRV no incluye VSC, Control de tracción, vidrios retráctiles ni tampoco cortinas laterales. Se importan hacia países como: Costa Rica, México, Perú y Bolivia para su venta.
- Se importan de Argentina las más equipadas con ABS y Airbag. Se importan solo 4x4 a gasolina de 2.7 L o Diésel (solo manual). Cabina doble o sencilla. No se importa la versión X-tracab.
- México: Se importan desde Argentina, solo en cabina doble 4x2, 2.7 a gasolina y caja manual.

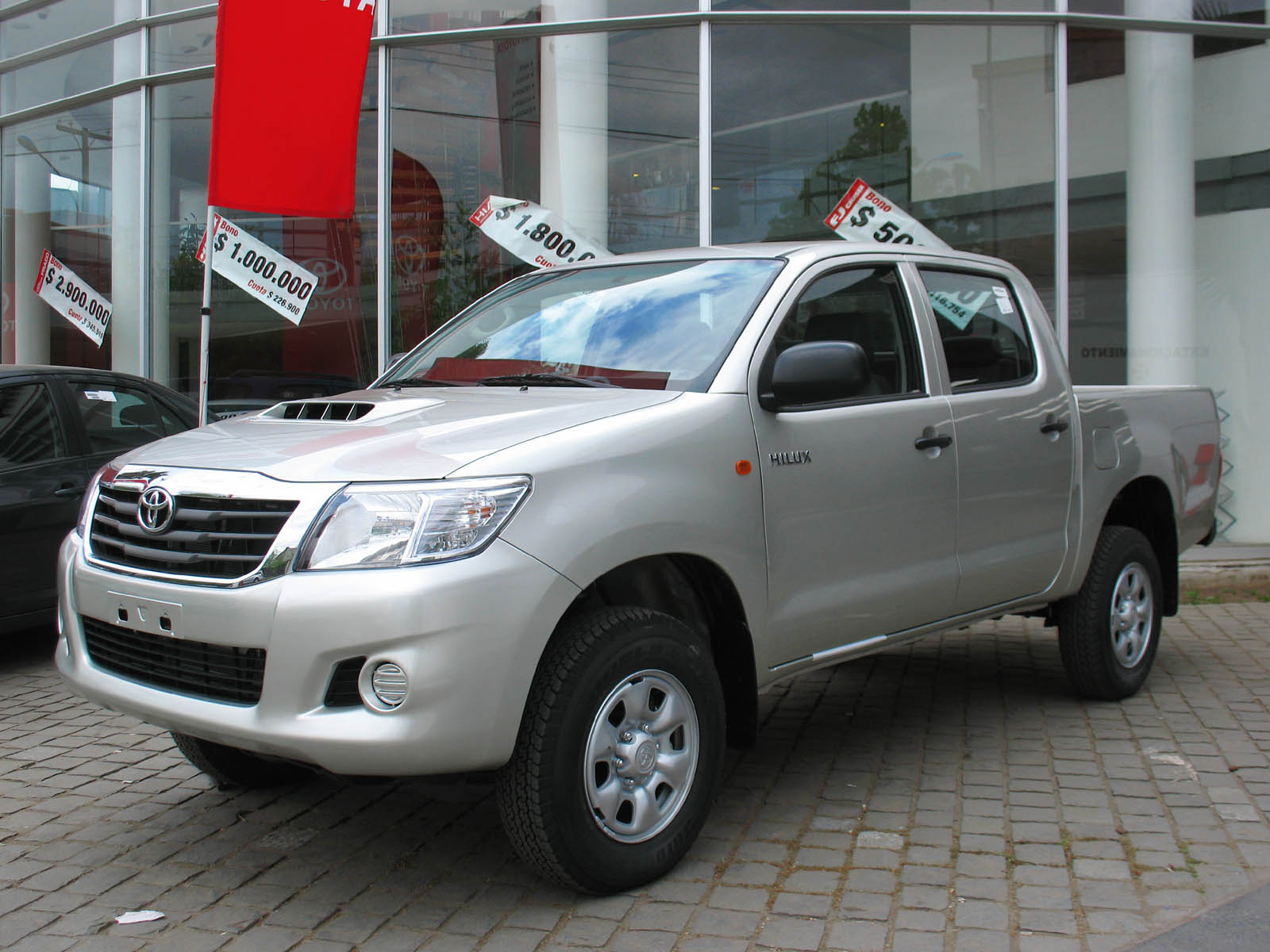
La Hilux de octava generación, cabina doble, 4x4.

El 13 de julio de 2011, Toyota anunció que el Hilux recibiría una actualización, incluyendo un morro rediseñado y otros cambios de diseño exterior, cambios en el interior y un nuevo motor turbodiésel, por lo cual se caracteriza por ser "un lavado de cara", esto significa que se usa la misma plataforma del año 2005, la cual recibió algunas actualizaciones en el 2009.
En el interior nos encontramos una consola central diferente, con un ligero reordenamiento de los mandos. Además, se incorpora la posibilidad de añadir una pantalla táctil de 6,1 pulgadas (15,5 cm) denominada "Toyota Touch" que integra el manejo de todos los dispositivos multimedia del vehículo. Por lo demás, se incluyen tapicerías de nuevos diseños, se han cambiado las tonalidades de los plásticos (ahora son más oscuros) y se han añadido adornos con acabados en plata. El motor 3.0 turbodiésel de 163 CV (120 kilovatios) anteriormente y ahora de 171 CV (126 kilovatios), recibe un nuevo filtro de partículas gracias al cual cumple la Norma Euro 5, pero no han comunicado si los consumos han descendido gracias a ello. El cambio más importante nos lo encontramos en el 2.5 turbodiésel, que incrementa su potencia de 102 CV (75 kilovatios) a 120 CV (88 kilovatios), con un par motor de 343 Nm (35 kgm). No se ha hablado de las demás motorizaciones (ni si serán las mismas, ni si estarán presentes), pero se espera que aparezcan dichos datos, ya que algunos de ellos se encuentran disponibles en Tailandia, donde se lanzará por primera vez.

A pesar del aumento de potencia y prestaciones, el consumo se reduce de forma notable: pasa de 8,3 a 7,3 l/100 km en ciclo combinado, y las emisiones de CO2 se reducen de 219 g (7,7 onzas) a 193 g (6,8 onzas) /km. Estos consumos se corresponden con la versión 4×2 y cambio manual, pero tanto el motor 3.0 como el 2.5 tienen una gran posibilidad de personalización gracias a los dos tipos de tracción disponible, los tres formatos de carrocería y la elección entre cambio manual o automático.
Por lo demás, las versiones 4×2 reciben el esquema de suspensiones y el resto de configuración del chasis de las variantes de tracción total, lo cual permite elevar la capacidad de carga hasta las 2,5 toneladas. El nuevo Toyota Hilux ya se encuentra disponible en Países europeos y un total de 135 mercados de todo el mundo. La firma japonesa espera poder comercializar 26 000 unidades en Latinoamérica en 2011.
Los atributos fundamentales en Latinoamérica son que se ofrecen con reproductor de DVD y televisión digital terrestre desde 2013.

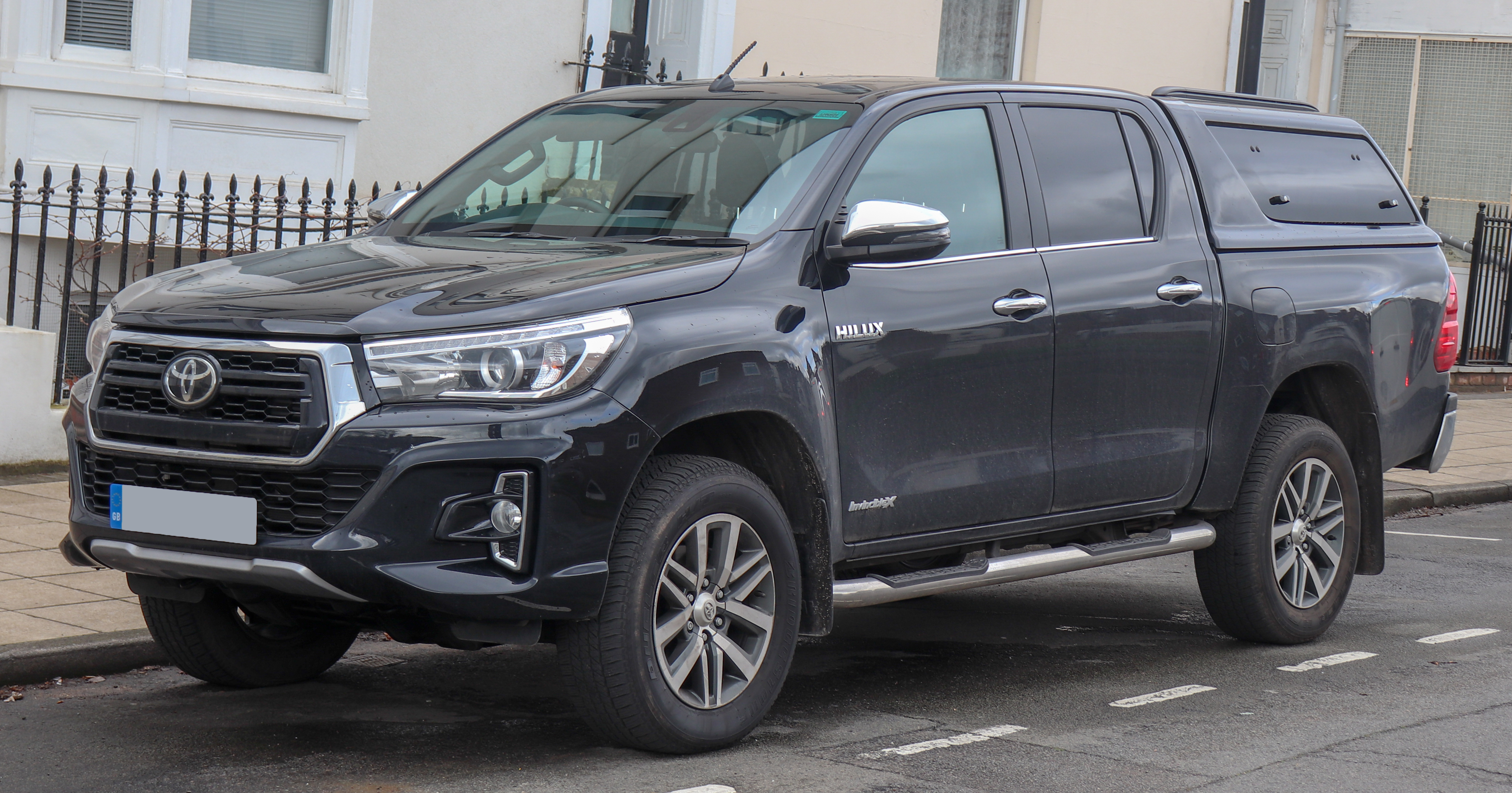
Toyota Hilux de 2018

Para distintos mercados, la Hilux 2016 ofrece versiones de cabina simple, extendida y doble (en Argentina continuarán la primera y la última opción), con tracción 4×2 y 4×4. A propósito, una de las grandes novedades es que para la conexión de la doble tracción se abandonó la clásica palanca mecánica y se optó por un sistema electrónico, que se activa mediante un comando en la consola central.
A nivel motorización, lleva dos impulsores turbodiésel de nueva generación, ambos de 4 cilindros, que prometen mayor eficiencia de combustible. Uno es de 2.4 L con 150 CV (110 kilovatios); y el otro de 2.8 L con 177 CV (130 kilovatios). En algunos mercados, también continuará ofreciéndose el motor naftero de 2.7 L y 160 CV (118 kilovatios) del modelo actual. En cuanto a transmisiones, habrá nuevas opciones de seis velocidades, tanto manual como automática. Como referencia, en Argentina se equipa con las nuevas generaciones de motores 2.8 L de 177 CV (130 kilovatios) y 2.4 L de 144 CV (106 kilovatios); también en Centro América la Hilux actual propone motores de 2.4 y 2.8 de Diésel y el 2.7 de gasolina que se pueden combinar con cajas manuales o automáticas, 4x4 o 4x2 y varios modelos.
En octubre de 2018 se anunció la edición Gazoo Racing titulado Toyota Hilux GR Sport.
Su durabilidad fue probada en el programa Top Gear de la BBC, cuando una Hilux de 1988 con motor diésel y 310 000 km (192 626 millas) en su odómetro, fue puesta bajo abuso extraordinario (Temporada 3, Capítulos 5 y 6), el cual consistió en manejarla en una pendiente de escaleras, dejarla ser arrastrada por el mar y ser sumergida por 4 horas; llevarla a un circuito y dejar caer un remolque sobre esta, golpearla con una bola de demolición, prenderle fuego a la cabina y a la caja; y, finalmente, poniéndola en lo alto de un edificio habitacional de 73 metros (239,5 pies), que fue destruido bajo demolición controlada. Aún y cuando dicha camioneta sufrió daño estructural grave, esta continuó en funcionamiento después de ser reparada sin refacciones y con herramientas típicas que pueden ser encontradas en una caja de herramientas, como son desarmadores, aceite de motor y llave ajustable; de cualquier modo, el producto WD-40 tuvo que ser usado para hacer que el motor funcionara, después de que fue recuperada del mar. La camioneta utilizada en las pruebas, actualmente descansa como uno de las decoraciones de fondo en el estudio de Top Gear.
En la misma serie correspondiente al 2006 (Temporada 8, Capítulo 3), una Hilux fue escogida por Jeremy Clarkson como su plataforma para crear un vehículo anfibio. Clarkson unió la camioneta con un motor enorme, con el mecanismo de manejo situado en la caja. La camioneta, renombrada "Toybota", fue conducida por Clarkson a través de varios kilómetros por tierra y 3,2 km (2 millas) por agua, esto, antes de hundirse (tres metros antes de la meta durante una vuelta brusca). Una vez recuperado, el vehículo fue llevado de regreso al estudio de Top Gear, donde Clarkson dijo convencido, que bien podría haberse llevado la camioneta manejándola, puesto que era la Hilux indestructible. De cualquier modo, Clarkson no pudo encender la camioneta, lo cual hizo creer a sus compañeros, que había finalmente destruido lo indestructible. Cuando Clarkson encendió el motor, este produjo un sonido como si algunas partes hubiesen sido removidas.
Es utilizada frecuentemente en los conflictos armados como camioneta artillada o técnico por su fiabilidad, por lo general por un cañón sin retroceso, ametralladora para propósito general u otra arma, y ha sido utilizada también como escolta y en diversas funciones. Tuvo una importante participación en la guerra Libia-Chad de 1987, conocida mundialmente como la guerra de las Toyota. Es utilizada también en la actual guerra civil de Somalia, en la que el poder de un señor de la guerra se puede medir por el número de artillados o técnicos que posee, tratándose usualmente de unidades de Toyota Hilux.[5].
La séptima generación detenta ser la camioneta más fabricada de la historia en Argentina con 794.000 unidades desde 2005 a 2016.
También es líder absoluta en ventas desde 2005 a 2016 en ese mismo país.
En 2016 la Hilux marcó un récord histórico en Argentina al ser el primer vehículo pick up más vendido en el listado de vehículos nuevos en dicho año. En 2017 detentó el 40% del mercado de las camionetas.
También en 2016 esta camioneta marcó otro récord histórico al ser la primera pick up mediana argentina más vendida en Brasil, desplazando así a la líder brasilera Chevrolet S-10 de su largo primer puesto.

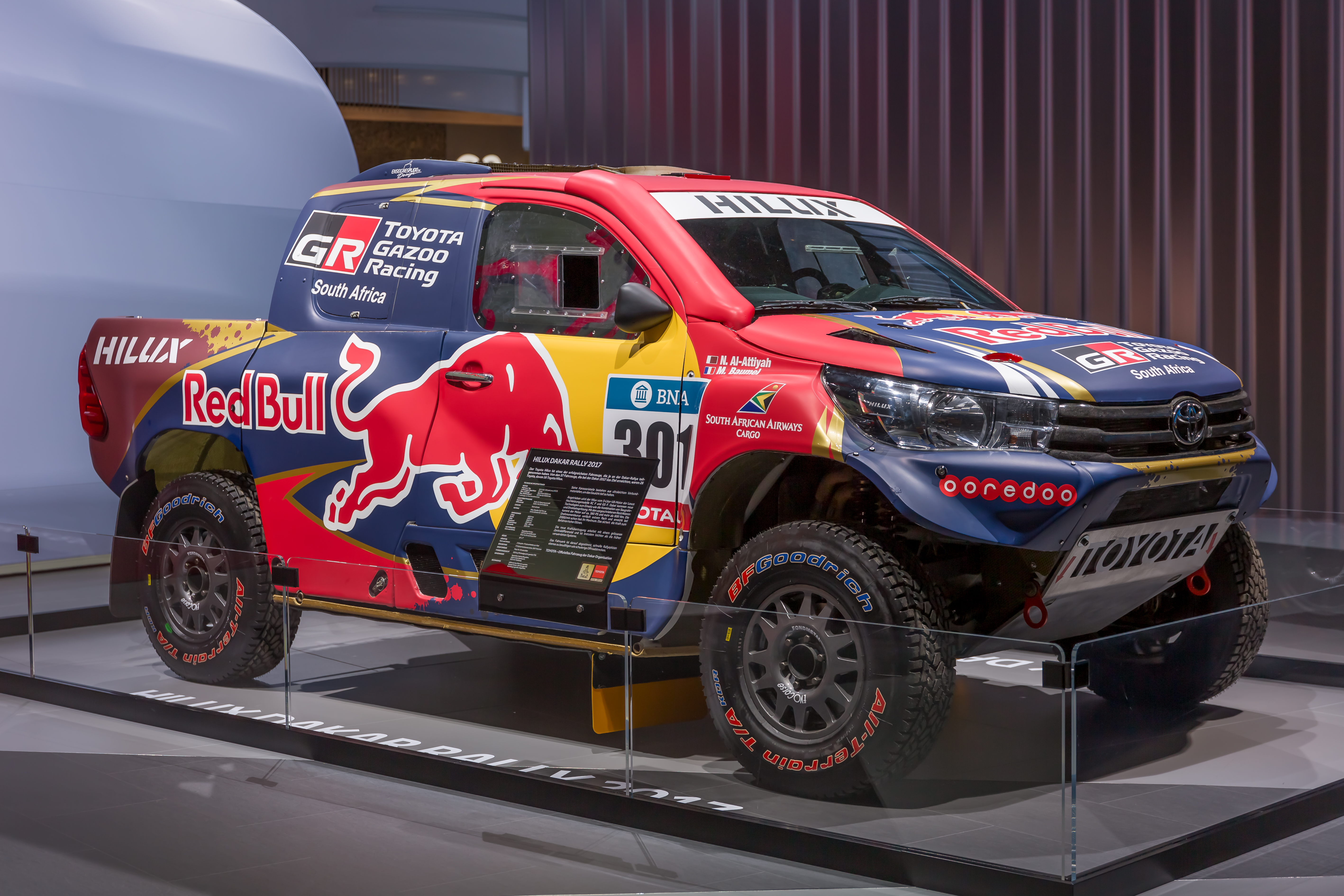
Toyota Hilux Dakar de 2017.

### 2021
Dos camionetas Hilux participaron en el Rally Dakar de 2012, preparadas por el equipo Imperial Toyota de Sudáfrica. El piloto Giniel de Villiers logró el tercer lugar en 2012, el segundo lugar general en 2013, el cuarto en 2014 y nuevamente el segundo lugar en 2015. Sin embargo, estas fueron versiones de no producción muy modificadas construidas alrededor de un chasis tubular personalizado solo para competencias. y utilizando un motor Toyota V8 de mayor capacidad. Desde 2016, a la Hilux Dakar la prepara Toyota Gazoo Racing WRT. Giniel logró el tercer lugar con él en 2016, quinto en 2017, tercero en 2018 y noveno en 2019. Nasser Al-Attiyah ganó el Rally Dakar de 2019, obteniendo la primera victoria de Toyota en el Rally Dakar, también quedó segundo en 2018 y 2021. En el Rally Dakar 2020 se inscribieron seis autos Hilux preparados por Gazoo Racing, y otros nueve por Overdrive Racing. Gazoo Racing construyó un nuevo Toyota GR DKR Hilux T1+, más ancho, más pesado y con ruedas más grandes para el Rally Dakar de 2022, equipado con un motor V6 biturbo de 3.5 l, basado en el Toyota Land Cruiser 300 GR Sport. Al-Attiyah logró la segunda victoria de la marca en esta edición.
1. ↑  «โตโยต้าแถลงกรณีย้ายไลน์ผลิตวีโก้-ฟอร์จูนเนอร์». 14 de mayo de 2010. Archivado desde el original el 1 de noviembre de 2013. Consultado el 7 de marzo de 2011. (en tailandés)
2. ↑  www.hilux.com.ar Archivado el 27 de diciembre de 2009 en Wayback Machine. El Proyecto IMV (International Multipurpose Vehicle / Vehículo Multipropósito Innovador Internacional) de Toyota - Consultado el 2011-03-18
3. ↑  Toyota Hilux 2012: Nueva cara y motores más eficientes Diario Motor. Consultado: Jul, 2011
4. ↑  Top Gear: Killing a Toyota Part 1 BBCWorldwide en YouTube. Consultado: Sept, 2010
5. ↑  Top Gear: Car-Boat Challenge BBCWorldwide en YouTube. Consultado: Ago, 2011
6. ↑  «Adiós Toyota Hilux VII: la pick-up más fabricada en la historia argentina». ARGENTINA AUTOBLOG. 8 de octubre de 2015. Consultado el 31 de octubre de 2018.
7. ↑  «Crítica: Toyota Hilux Limited GoPro». ARGENTINA AUTOBLOG. 28 de noviembre de 2014. Consultado el 31 de octubre de 2018.
8. ↑  «El vehículo más vendido en el país es la Toyota Hilux». El Patagónico (en inglés estadounidense). Consultado el 31 de octubre de 2018.
9. ↑  «Macri en Japón: Toyota aumenta la producción y crea más empleo en Zárate». ARGENTINA AUTOBLOG. 19 de mayo de 2017. Consultado el 31 de octubre de 2018.
10. ↑  «Nueva Chevrolet S-10: mejorada en todos sus flancos». Consultado el 31 de octubre de 2018.
11. 1 2  «La historia del Toyota Hilux T1 del Dakar (2012-2022) - Autofácil». www.autofacil.es. Consultado el 19 de mayo de 2022.
12. ↑  «Victoria Toyota en el Rally Dakar 2019, completó triplete histórico». Autoproyecto (en inglés). 18 de enero de 2019. Consultado el 19 de mayo de 2022.
13. ↑  CORPORATION, TOYOTA MOTOR. «TOYOTA GAZOO Racing FULLY PREPARED FOR DAKAR 2022 AS ALL-NEW TOYOTA GR DKR HILUX T1+ IS CONFIRMED | 2021 | PRESS RELEASE | DAKAR RALLY». TOYOTA GAZOO Racing (en inglés). Consultado el 19 de mayo de 2022.
14. ↑  Mancebo, Adrián (14 de enero de 2022). «Dakar 2022: Nasser Al-Attiyah logra su cuarta corona». Autobild.es. Consultado el 19 de mayo de 2022.